# Francesco Cuccarese
Francesco Cuccarese (ur. 8 marca 1930 w Tursi, zm. 11 marca 2025 w Rzymie) – włoski duchowny rzymskokatolicki, arcybiskup Acerenzy w latach 1979–1987, biskup Caserty w latach 1987–1990 (z zachowaniem tytułu arcybiskupa ad personam), arcybiskup Pescara-Penne w latach 1990–2005.

## Życiorys
19 lipca 1953 otrzymał święcenia kapłańskie. 12 lutego 1979 został mianowany arcybiskupem Acerenzy (Potenza), sakrę biskupią otrzymał 1 kwietnia 1979 z rąk kardynała Sebastiano Baggio. W czerwcu 1987 przeszedł na stolicę biskupią Caserta (z tytułem personalnym arcybiskupa), w kwietniu 1990 został arcybiskupem archidiecezji Pescara-Penne. 4 listopada 2005 papież Benedykt XVI przyjął jego rezygnację złożoną w związku z osiągnięciem wieku emerytalnego. 
Zmarł 11 marca 2025 w Rzymie. Pochowany został w rodzinnej kaplicy na cmentarzu w Tursi.